# Gmina Siekierczyn
Die Gmina Siekierczyn ist eine Landgemeinde im Powiat Lubański in Polen, westlich der Stadt Lubań in der Woiwodschaft Niederschlesien gelegen. Ihr Sitz ist das gleichnamige Dorf (deutsch Geibsdorf) mit etwa 1900 Einwohnern.

## Gliederung
Die Landgemeinde Siekierczyn umfasst ein Gebiet von 49,55 km² mit 4.517 Einwohnern. Siekierczyn hat sieben Dörfer (deutsche Namen bis 1945) mit einem Schulzenamt:
| - Nowa Karczma (Neukretscham) - Rudzica (Pfaffendorf) - Siekierczyn Dolny (Nieder Geibsdorf) - Siekierczyn Górny (Ober Geibsdorf) | - Wesołówka (Löbenslust) - Wyręba (Stolzenberg) - Zaręba (Lichtenau) |

Weitere Ortschaften der Gemeinde sind Pisaczów (Schreiberbach) und Ponikowo (Augustenthal).

## Bauwerke
Sendeanlage für UKW und TV mit 134 Meter hohen Stahlrohrmast nahe dem Ortsteil Nowa Karczma.

## Geschichte des Dorfes Siekierczyn
Geibsdorf wurde 1346 erstmals erwähnt. Schon damals war es Kirchort. Andere Namen waren u. a. Gisilbrechtstorf (1380), Geiselbrechtsdorff (1417) oder Geibisdorff (1489). 1928 hatte es 2531, 1945 2450 Einwohner. Das durch Land- und Teichwirtschaft sowie durch die Weberei geprägte Dorf gehörte lange der Stadt Lauban. 1758 brannte ein großer Teil nach dem Durchzug preußischer Truppen nieder.

## Geschichte des Dorfs Rudzica
Das Reihendorf wurde im 13. Jahrhundert gegründet. 1386 kam es in den Besitz des Magdalenerinnenklosters Lauban. Vor 1945 hatte das landwirtschaftlich geprägte Dorf etwa 750 Einwohner, davon etwa 550 katholische (Pfaffendorf) und 200 evangelische. Neben der katholischen bestand seit dem 19. Jahrhundert eine evangelische Kirche. Das Dorf gehörte lange der Stadt Lauban.